# Lovsigemand
En lovsigemand eller lagmand (islandsk: lögsögumaður, færøsk: løgmaður, svensk: lagman, gammelsvensk: laghmaþer, norsk: lagmann, finsk: laamanni) er et særegent nordisk juridisk embede. Det har sit udgangspunkt i en fælles germansk mundtlig tradition, hvor kloge mænd blev bedt om at fremsige loven, men det var kun i Norden, at funktionen udviklet sig til et særskilt embede. To af de mest berømte lovsigemænd er islændingen Snorri Sturluson og svenskeren Þorgnýr Lagmand.

## Danmark
Som det eneste nordiske land har man ikke kendskab til eksistensen af lovsigemænd eller lagmænd på de danske landsting. Lagmand eller lovmand kendes fra middelalderen som tilnavn for en retskyndig, som det også brugtes i de islandske sagaer nedskrevet i 1200-tallet, men ikke som embedsbetegnelse.

## Norge
I Norge havde lagtingene i de enkelte landsdele i 1100-tallet flere lagmænd, der udover at rådgive tingmændene og lede tinget som en art retskollegium også udgjorde som appelinstans for lagtinget ved navn lagretten. Under kong Sverre (1184-1202) blev lagmandsembederne omdannet til kongelige embedsmænd. Magnus Smeks landslov gjorde lagmændene til dommere ved lagtingene, der nu fungerede som regulære domstole. Efter det norske rigsråds ophævelse i 1536 fungerer lagmændene dog atter som folkets talsmænd overfor kongen. Lagtingene og lagmandsembedet afskaffedes 1797.

## Sverige
I Sverige var lagmanden almuens leder på landstingene i de 12 landskaber (lagsaga). Han skulle lede tinget, foredrage loven, forberede dosmafgørelser, og formulere love, som folkeforsamlingen havde vedtaget, samt sørge for, at tingets domme blev eksekveret. Desuden skulle han være landskabets talsmand overfor kongen og hans repræsentanter, og beskytte folkets friheder og rettigheder. Lagmanden skulle lære loven udenad og kunne recitere den på tinget. Hver lagsaga havde sin egen lagmand, der var underordnet hele rigets lagmand i Tiundaland. Det var lagmanden, der på landskabets befolknings vegne hyldede den valgte konge på hans Eriksgata rundt i riget. Efter indførelsen af landskabslovene omkring 1350 deltog han i kongehyldningen ved Mora Sten med tolv følgesvende fra landskabet.
Ifølge Västgötaloven blev lagmanden udnævnt på livstid af landskabets frie selvejere (“bønder”) og skulle selv være bonde. Det blev endvidere fastslået, at lagmandens far også skulle have være jordejer. Embedet var ikke arveligt, men lagmanden blev sædvanligvis valgt blandt en lille gruppe af landskabets mest magtfulde storbondeslægter. Fra midten af 1200-tallet og fremefter blev lagmændene knyttet tættere til kongemagten, og havde i senmiddelalderen ofte sæde i kongens råd.
Magnus Smek bestemte, at kongen skulle have indflydelse på valget af lagmændene. Seks adelsmænd skllle sammen med seks fribønder efter rådslagning med to gejstlige udvælge tre mænd fra landskabet hvorefter kongen udvalgte den af dem, han fandt bedst egnet. I praksis valgte kongerne i unionstiden lagmænd uden landstingenes medvirken. Under Gustav Vasa overgik hele udvælgelsen også formelt til kongen (fra 1668 Hovretten). Fra da af kom lagmændene udelukkende fra adelen og blev til en reduceret til en sinecurepost, hvor et medlem af rigsrådet blev udvalgt og modtog løn, men lod ansatte underlagmænd og lovlæsere om at gøre arbejdet. Dette privilegium blev afskaffet under under Reduktionen i 1680, hvorefter lagmændene var forpligtet til selv at varetage deres funktioner. Og der blev sat begrænsninger for udnævnelse af rigsrådsmedlemmer til posten. Indtil 1723 kunne dog kun adelige blive lagmænd. På dette tispunkt var lagmandshvervet blevet reduceret til en almindelig dommerstilling, hvis funktion gradvis blev overført til andre dommere efterhånden. I 1849 blev embedet afskaffet, men titen blev stadig af og til brugt som ærestitel for landshøvdinge.

## Finland
Finland hørte fra højmiddelalderen til det svenske retsområde, og lagmandsinstitutionen (finsk: laamanni) og landsting for landskaberne blev indført efter svensk mønster. Udviklingen fulgte derefter samme forløb som i Sverige frem til den russiske erobring i 1809. I Storfyrstendømmet Finland blev laamanniembedet imidlertid afskaffet i 1868, og laamanni var fra da af udelukkende en ærestitel.

## Island
Fra Njåls saga kendes mødet ved Lovbjerget, hvor Mård stævnede Flose for drab. Mård ville rejse sag, og Flose undgå et søgsmål. Begge parter rådførte sig med en lovkyndig. Til sidst så det ud til, at Mård fik fremmet sagen. Floses lovkyndige spurgte da lovsigemanden Skafte til råds. Skafte tænkte sig om og gav Mård ret: "Her nytter det ikke at tale imod. Dog troede jeg, at jeg var den eneste, der kendte dette, siden Njål er død; for han alene, vidste jeg, kendte det."
I Island blev embedet som lovsigemand indført, da Altinget blev etableret. Det traditionelle årstal for grundlæggelsen af Altinget er 930 med Úlfljótr optrædende som grundlægger og den oprindelige forfatter af lovene. Lovsigemanden blev valgt for tre år og aflønnedes med 240 alen vadmel, samt halvdelen af alle bøder, der blev idømt på Altinget. Ophævet 1271. Udover sin funktion som formand for tinget, blev hans opgaver er begrænset til rådgivning af tingmændene om lovens indhold og at recitere loven. Det var dog det eneste regeringsembede i den middelalderlige islandske fristat. Lovsigemanden blev valgt for en periode på tre år og skulle forkynde tingordningen (procesreglerne) og en tredjedel af loven på Altinget hver sommer. Faktisk blev Grímur Svertingssons valgperiode forkortet, ikke på grund af inkompetence eller sygdom, men fordi hans stemme var for svag til opgaven. Bortset fra sin funktion som lovsiger og retsformand havde lǫgsǫgumaðr ingen formel magt, men han blev ofte udnævnt til voldgiftsmand i de hyppige tvister mellem stormændene. Embedet fortsatte kortvarigt i overgangsperioden efter underlægningen af Island under den norske konges herredømme i 1262, men afskaffedes i 1271. Island fik i 1272 en kongelig udnævnt lagmand (løgmadur), og i 1276 to, der ledede Altinget og havde stor indflydelse på de juridiske processer på tinget. De fungerede endvidere som lovrettens (løgretta) formænd efter norsk forbillede og afgjorde appelsager. Lagmændenes myndighed indskrænkedes ved indførelse af Overretten for Island i 1593. Embedet blev endelig afskaffet sammen med Altinget i 1800.

## Færøerne
Lagmandsembedet kendes fra omkring 1000 og kontinuerligt fra 1300 og fremefter. Lagmanden ledede forhandlingerne på lagtinget og rådgav tingmændene om lovens indhold. Lagmandsposten gik frem til midten af 1600-tallet på omgang mellem en lille gruppe indbyrdes indgifte storbondeslægter. Derefter placerer kongemagten stadig oftere danske, norske og islandske embedsmænd, der fra midten af 1700-tallet var jurister, som lagmænd, samtidig med at færøsk sædvaneret i stigende grad blev fortrængt af dansk ret. Lagmandsembedet skiftede dermed karakter fra leder af en folkeforsamling til at blive en retspræsident. Lagtinget og lagmandsembedet afskaffedes i 1816.

## Moderne brug af lagmandstitlen
- På Færøerne er lagmandstitlen siden indførelsen af hjemmestyret i 1948 genoptaget som betegnelse for regeringschefen.
- I Norge genoptoges lagmandstitlen i 1887 for dommerne ved de nyindførte lagmandsretter - en appelinstans fra underretterne. Ved indførelsen af nævningeting i norsk retspleje i 1887 valgte man at kalde nævningene for lagmænd.
- I 1947 blev titlen "lagman" genindført i Sverige som betegnelse for præsidenten for en hovrätt, der er 1. appelinstans fra underetterne. Siden retsreformen i 1969 bliver retsformændee for tingretterne (underretterne) benævnt lagmän, mens præsidenterne for hovretterne er hovrättslagmän. Tilsvarende bærer formændene for retskredsenes forvaltningsdomstole (förvaltningsrätter) også titlen lagman, mens præsidenterne for den forvaltningsretlige appeldomstol, kammarretten, er kammarrättslagmän.
- I Finland blev laamanni (lagmand) genindført ved retsreformen i 1993 som benævnelse for såvel retsformanden ved en kredsret, som en dommer med høj anciennitet ved en appelret.

## Lister over lovsigemænd og lagmænd

### Islandske lovsigemænd
| Lögsögumaður                        | Embedsperiode |
| ----------------------------------- | ------------- |
| Úlfljótur                           | ca. 930       |
| Hrafn Hængsson                      | 930–949       |
| Þórarinn Ragabróðir Óleifsson       | 950–969       |
| Þorkell máni Þorsteinsson           | 970–984       |
| Þorgeir Ljósvetningagoði Þorkelsson | 985–1001      |
| Grímur Svertingsson                 | 1002–1003     |
| Skafti Þóroddsson                   | 1004–1030     |
| Steinn Þorgestsson                  | 1031–1033     |
| Þorkell Tjörvason                   | 1034–1053     |
| Gellir Bölverksson                  | 1054–1062     |
| Gunnar hinn spaki Þorgrímsson       | 1063–1065     |
| Kolbeinn Flosason                   | 1066–1071     |
| Gellir Bölverksson                  | 1072–1074     |
| Gunnar hinn spaki Þorgrímsson       | 1075          |
| Sighvatur Surtsson                  | 1076–1083     |
| Markús Skeggjason                   | 1084–1107     |
| Úlfhéðinn Gunnarsson                | 1108–1116     |
| Bergþór Hrafnsson                   | 1117–1122     |
| Guðmundur Þorgeirsson               | 1123–1134     |
| Hrafn Úlfhéðinsson                  | 1135–1138     |
| Finnur Hallsson                     | 1139–1145     |
| Gunnar Úlfhéðinsson                 | 1146–1155     |
| Snorri Húnbogason                   | 1156–1170     |
| Styrkár Oddason                     | 1171–1180     |
| Gissur Hallsson                     | 1181–1202     |
| Hallur Gissurarson                  | 1203–1209     |
| Styrmir hinn fróði Kárason          | 1210–1214     |
| Snorri Sturluson                    | 1215–1218     |
| Teitur Þorvaldsson                  | 1219–1221     |
| Snorri Sturluson                    | 1222–1231     |
| Styrmir hinn fróði Kárason          | 1232–1235     |
| Teitur Þorvaldsson                  | 1236–1247     |
| Ólafr hvítaskáld Þórðarson          | 1248–1250     |
| Sturla Þórðarson                    | 1251          |
| Ólafr hvítaskáld Þórðarson          | 1252          |
| Teitur Einarsson                    | 1253–1258     |
| Ketill Þorláksson                   | 1259–1262     |
| Þorleifur hreimur Ketilsson         | 1263–1265     |
| Sigurður Þorvaldsson                | 1266          |
| Jón Einarsson                       | 1267          |
| Þorleifur hreimur Ketilsson         | 1268          |
| Jón Einarsson                       | 1269–1270     |
| Þorleifur hreimur Ketilsson         | 1271          |

### Først kendte lagmænd i Sveriges landskaber
| landskab             | først kendte lagmand                    | år                               |
| -------------------- | --------------------------------------- | -------------------------------- |
| Uppland              | Birger Persson                          | 1296-1316                        |
| Tiundaland           | Lars                                    | 1231                             |
| Tiundaland           | Israel Andersson And                    | 1286-89                          |
| Tiundaland           | Birger Persson                          | 1293-96                          |
| Attundaland          | Germund                                 | 1231                             |
| Attundaland          | Håkon                                   | 1286-96                          |
| Fjädrundaland        | ?                                       | (forenet med Uppland i 1290erne) |
| Hälsingland          | ?                                       | ?                                |
| Södermanland         | Björn Næf                               | 1285-86                          |
| Södermanland         | Johan Ingevaldsson                      | 1295-1304                        |
| Västmanland and Dala | Magnus Gregersson                       | 1305                             |
| Västmanland and Dala | Greger Magnusson                        | 1325-36                          |
| Närke                | Filip Törnesson                         | 1271-79                          |
| Värmland             | Andreas                                 | 1190                             |
| Värmland             | Höldo                                   | 1268                             |
| Värmland             | Marl Haraldsson                         | c. 1285                          |
| Västergötland        | Eskil Magnusson (Folkung                | 1217-27                          |
| Västergötland        | Gustaf                                  | 1230                             |
| Västergötland        | Folke                                   | 1240                             |
| Västergötland        | Peter Näf                               | 1251-53                          |
| Östergötland         | Lars Petersson                          | 1244                             |
| Östergötland         | Magnus Bengtsson (Folkungerne\| 1247-63 |                                  |
| Tiohärad (Småland)   | Nils                                    | 1180                             |
| Tiohärad (Småland)   | Ulf                                     | 1200                             |
| Tiohärad (Småland)   | Karl Ingeborgsson                       | 1266-68                          |